# Амар Осим
Амар Осим (босн. Amar Osim; нар. 18 липня 1967, Сараєво) — боснійський футбольний тренер та колишній футболіст. Поточний тренер Желєзнічара.

## Біографія
Арам Осим народився та виріс у Сараєво. Син відомого югославського футболіста Івиці Осима. Футбольну кар'єру почав у ФК «Желєзнічар» . Спершу іграв у молодіжному складі. З 1986 року виступав в основному складі. У 1991 році він переїхав до Франції, де грав у клубах нижчих дивізіонів — SR «Saint-Dié» та ASPV «Strasbourg». У 1996 році він повернувся до рідної країни. Зіграв один сезон у ФК «Желєзнічар».
У 2001 році Амар Осим став тренером ФК «Желєзнічар». З командою виграв два національних чемпіонати в сезони 2000/2001 і 2001/2002, а також двох національних кубка у 2001 та 2003 роках.
Згодом перебирається до Японії, де разом з батьком тренував команду ДЖЕФ Юнайтед Ітіхара Тіба. Під його керівництвом у 2006 році ДЖЕФ Юнайтед виграв чемпіонат Японії. Проте вже у 2007 році його звільняють через незадовільні результати.
У 2009 році Амар Осим знову стає тренером ФК Желєзнічар. Виграє три чемпіонати Боснії і Герцеговини та два національних кубки в 2011 і 2012 роках. У 2014 році переїжджає до Катару, де до 2016 році працює тренером місцевої команди «Аль-Харітіят».
У грудні 2018 року він повертається до Желєзнічар.

## Досягнення

### Тренер
Желєзнічар
- Прем'єр-ліга Боснії і Герцеговини (5): 2000–01, 2001–02, 2009–10, 2011–12, 2012–13
- Кубок Боснії і Герцеговини (4): 2001, 2003, 2011, 2012
- Суперкубок Боснії і Герцеговини з футболу (1): 2001

ДЖЕФ Юнайтед
- Кубок Джей-ліги (1): 2006